# Culex siphanulatus
Culex siphanulatus is een muggensoort uit de familie van de steekmuggen (Culicidae). De wetenschappelijke naam van de soort is voor het eerst geldig gepubliceerd in 1987 door Lourenço-de-Oliveira & da Silva.